# 金東秀 (1995年生のサッカー選手)
金 東秀（キム・ドンス、朝鮮語: 김동수、1995年2月21日 - ）は、大韓民国・全州市出身のプロサッカー選手。元U-23韓国代表。ポジションは、ディフェンダー（DF）。

## 来歴
慶熙大学校を経て、2014年よりドイツに渡り、ハンブルガーSV U19へ加入。翌2014-2015シーズンから3シーズンは、レギオナルリーガ（4部相当）のハンブルガーSV Ⅱでプレーした。
2017年7月、日本の大宮アルディージャへ移籍加入した。2018年12月4日、契約満了により大宮退団が発表となる。1年半過ごした大宮では天皇杯で1試合出場するに留まった。
2019年1月31日、VfBリューベックに移籍。2019-20シーズンのレギオナルリーガ・ノルトでの優勝および3. リーガ昇格に貢献した。
2020年7月16日、Kリーグ2のFC安養に移籍。
2021年1月11日、ベトナム・Vリーグ1のホアンアイン・ザライFCに加入。HAGL FCでは加入から不動のレギュラーセンターバックとしてプレーし、リーグ前半戦で首位に立つチームに貢献したものの、COVID-19パンデミックのために2021シーズンのVリーグは中止となってしまいタイトルを獲得することができなかった。一方でHAGLはAFCチャンピオンズリーグ2022出場権を獲得し、グループステージで自身の出身地のクラブである全北現代モータースとの対戦も経験した。しかし兵役義務履行のため2022シーズンの前半限りでHAGLを退団した。
2022年6月21日、釜山アイパークに加入。しかし、2022シーズン後半はKリーグ2でわずか4試合の出場に留まり、翌2023シーズンは4月まではトップチームに登録されて韓国FAカップには出場したもののKリーグ2では出場がなく、5月以降は新設のリザーブチームである釜山アイパークフューチャーズに送られてK4リーグでプレーした。
2023年12月14日、同年シーズン限りで釜山を退団するとともに翌2024年から1年6ヶ月間に渡って兵役に就くとともにK4リーグのソウル蘆原ユナイテッドFCでプレーすることを表明した。
ソウル蘆原ユナイテッドでの選手登録は2024年5月から可能となり、5月4日に行われたK4リーグ第7節のFC忠州戦からスターティングイレブンに加わり、同時に主将に任命された。
2025年1月14日にソウル蘆原ユナイテッドFCが解散を発表したため半年間無所属となっていたが、7月21日にベトナムのSHBダナンFCへの加入を発表。1ヶ月のトライアウトを経ての契約で3年ぶりのVリーグ1復帰となる。

## 個人成績
| 国内大会個人成績 | 国内大会個人成績 | 国内大会個人成績 | 国内大会個人成績 | 国内大会個人成績 | 国内大会個人成績 | 国内大会個人成績 | 国内大会個人成績 | 国内大会個人成績 | 国内大会個人成績 | 国内大会個人成績 | 国内大会個人成績 |
| 年度             | クラブ           | 背番号           | リーグ           | リーグ戦         | リーグ戦         | リーグ杯         | リーグ杯         | オープン杯       | オープン杯       | 期間通算         | 期間通算         |
| 年度             | クラブ           | 背番号           | リーグ           | 出場             | 得点             | 出場             | 得点             | 出場             | 得点             | 出場             | 得点             |
| 韓国             | 韓国             | 韓国             | 韓国             | リーグ戦         | リーグ戦         | リーグ杯         | リーグ杯         | FA杯             | FA杯             | 期間通算         | 期間通算         |
| ---------------- | ---------------- | ---------------- | ---------------- | ---------------- | ---------------- | ---------------- | ---------------- | ---------------- | ---------------- | ---------------- | ---------------- |
| 2013             | 慶熙大           | 3                | -                | -                | -                | -                | -                | 1                | 0                | 1                | 0                |
| ドイツ           | ドイツ           | ドイツ           | ドイツ           | リーグ戦         | リーグ戦         | リーグ杯         | リーグ杯         | DFBポカール      | DFBポカール      | 期間通算         | 期間通算         |
| 2014-15          | ハンブルガーSV Ⅱ | 4                | レギオナル       | 23               | 1                | -                | -                | -                | -                | 23               | 1                |
| 2015-16          | ハンブルガーSV Ⅱ | 4                | レギオナル       | 23               | 1                | -                | -                | -                | -                | 23               | 1                |
| 2016-17          | ハンブルガーSV Ⅱ | 4                | レギオナル       | 0                | 0                | -                | -                | -                | -                | 0                | 0                |
| 日本             | 日本             | 日本             | 日本             | リーグ戦         | リーグ戦         | リーグ杯         | リーグ杯         | 天皇杯           | 天皇杯           | 期間通算         | 期間通算         |
| 2017             | 大宮             | 35               | J1               | 0                | 0                | 0                | 0                | 0                | 0                | 0                | 0                |
| 2018             | 大宮             | 35               | J2               | 0                | 0                | -                | -                | 1                | 0                | 1                | 0                |
| 通算             | 韓国             | 韓国             | 他               | -                | -                | -                | -                | 1                | 0                | 1                | 0                |
| 通算             | ドイツ           | ドイツ           | レギオナル       | 46               | 2                | -                | -                | -                | -                | 46               | 2                |
| 通算             | 日本             | 日本             | J1               | 0                | 0                | 0                | 0                | 0                | 0                | 0                | 0                |
| 通算             | 日本             | 日本             | J2               | 0                | 0                | -                | -                | 1                | 0                | 1                | 0                |
| 総通算           | 総通算           | 総通算           | 総通算           | 46               | 2                | -                | -                | 2                | 0                | 48               | 2                |

## 代表歴
- 2009年 U-16韓国代表
- 2011年 U-18韓国代表
- 2012年 U-19韓国代表
- 2016年-2017年 U-23韓国代表